# سرکیس مقدس
قدیس سرکیس ژنرال یا سرکیس استراتلاتس (به ارمنی: Սուրբ Սարգիս Զորավար، تلفظ به لاتین: Sourb Sargis Zoravar; [a] درگذشته ۳۶۲/۳) یک ژنرال یونانی کاپادوکیایی بود که به عنوان یک شهید و قدیس نظامی در کلیسای حواری ارمنی و کلیسای آشوری مشرق (۵ ژانویه) مورد احترام است. نام سرگیس (سارکیس) شکل ارمنی سرگیوس (سرجیوس) است.
سارگیس یک ژنرال (استراتلات) در ارتش روم مستقر در کاپادوکیه بود. او در زمان امپراتور بت‌پرست روم جولیان به ایران تبعید شد. در آنجا با شاه شاپور دوم مخالف کرد و به همراه پسرش مارتیروس در جریان آزار و شکنجه چهل ساله شاپور کشته شد.
سرگیس ژنرال را نباید با  سرگیوس همراه با باکوس که در اوایل قرن چهارم در امپراتوری روم به شهادت رسیدند، اشتباه گرفت. یک  هاجیوگرافی ارمنی از سرگیوس و باخوس نیز وجود دارد.

## زندگی
اطلاعات کمی در مورد اصالت و زندگی اولیه سرکیس وجود دارد. او در قرن چهارم میلادی   زندگی می‌کرد و یک یونانی کاپادوکیه ای بود.سرکیس توسط امپراتور روم کنستانتین کبیر به عنوان سردار منطقه کاپادوکیه در مرز ارمنستان منصوب شد. او به داشتن ویژگی های تقوا، ایمان و شجاعت شهرت داشت و از موقعیت خود برای ترویج رشد معنوی، آموزش انجیل و تشویق ساختن کلیسا استفاده میکرد.
برادرزاده کنستانتین،  ژولیان مرتد، در سال 361 امپراتور روم شد و شروع به آزار و اذیت مسیحیان در سراسر امپراتوری روم کرد.سرکیس عمیقا نگران این اتفاقات بود و برای حل آن دعا  کرد. گفته می شود که عیسی مسیح به سرکیس ظاهر شد و این کلمات را به زبان آورد: "وقت آن است که مانند ابراهیم  کشور و قبیله خود را ترک کنی و به کشوری بروی که من به تو نشان خواهم داد. در آنجا تاج عدالت را که برایت آماده شده است دریافت خواهی کرد." سپس سرکیس مقام و اقتدار نظامی خود را رها کرد و به همراه پسرش سنت مارتیروس به ارمنستان در پناه شاه تیران (تیگران هفتم) پناه برد. همانطور که ژولیان و ارتشش به سمت انطاکیه سوریه پیشروی می کردند و مسیحیان را سلاخی می کردند، تیران از سارکیس و مارتیروس خواست تا ارمنستان را به مقصد امپراتوری ساسانی ترک کنند.
شاپور دوم شاهنشاه ساسانی با شنیدن شهرت سرکیس به عنوان یک فرمانده نظامی ماهر، او را به فرماندهی ارتش ساسانی منصوب کرد. سرکیس  خدا را عامل  پیروزی های نظامی خود،-- که شامل دفع نیروهای ژولیان و جلوگیری از ورود آنها به پادشاهی شاپور بود--، معرفی کرد.سرکیس نیروهایی  که با او خدمت می کردند را  ترغیب کرد که به خالق آسمان و زمین ایمان بیاورند تا هرگز دلشان متزلزل نشود.
برخی از سربازان سرکیس توسط کشیشان سیار همراه با سپاه ساسانی غسل تعمید داده شدند، اما برخی که غسل تعمید نگرفتند نزد شاپور دوم رفتند و از عقاید مذهبی سرکیس به او گفتند. شاپور با پی بردن به مسیحی بودن سرکیس، سرکیس، پسرش مارتیروس و 14 تن از همراهان سربازشان را که تازه غسل تعمید داده بودند، به کاخ خودش احضار کرد،  تا ایمان آنها را بیازماید.

## شهادت
شاپور به سرکیس، مارتیروس و 14 تن که همراه وی بودند دستور داد تا در مراسم زرتشتیان در آتشکده شرکت کنند و در آنجا قربانی کنند. سرکیس دستور شاپور را رد کرد و گفت: باید خدای یکتا،  تثلیث مقدس  ، را بپرستیم، که زمین و آسمان را آفریده است. در حالی که آتش و بت ها خدا نیستند و باید انسان آنها را از بین ببرد.[
پس از اینکه سرکیس به پادشاه ساسانی پاسخ داد، تمام وسایل موجود در آتشکده را از بین برد. این باعث رنجش جمعیت اطرافش شد که به جان او و پسرش افتادند. شاپور که از اقدامات سرکیس خشمگین شده بود، پسرش مارتیروس را در مقابل چشمانش کشت و 14 سرباز همراهشان را سر برید.[ سرکیس را به زندان انداختند، اما وقتی شاپور شنید که رابطه سرکیس با پروردگارش در زندان قوی تر شده است، خشمگین شد و دستور اعدام سرکیس را صادر کرد.
سرکیس هنگام اعدام او شروع به دعا کرد و فرشته ای از آسمان نازل شد و به او گفت: قوی باش. از قاتلان بدن خود نترسید. زیرا دروازه ملکوت آسمان به روی تو باز است.» سرکیس که شهود آن  فرشته و معنای زندگی ابدی را درک میکرد، آخرین درخواست پرشور خود از مردم را برای پذیرش عیسی را انجام داد و سپس کشته شد.[هنگام مرگ نوری سحر آمیز بر بدنش ظاهر شد.
پیروان وفادار باقی مانده او جسد سرکیس را پس گرفتند، او را در پارچه کتانی تمیز پیچیدند و سرانجام جسد او را به آشور فرستادند، جایی که تا قرن پنجم در آنجا باقی ماند. مسروب ماشتوتش باقیمانده های سرکیس را به ارمنستان به روستای اوشی برد، جایی که صومعه سنت سرگیس اوشی بر روی آثار ساخته شد.